# Соціологія довкілля
Соціологія навколишнього середовища — це дослідження взаємодій між суспільствами та їхнім природним середовищем. Ця галузь соціології наголошує на соціальних факторах, що впливають на управління природними ресурсами та спричиняють екологічні проблеми, процесах, за допомогою яких ці екологічні проблеми соціально сконструйовані та визначаються як соціальні проблеми, а також реакції суспільства на ці проблеми.
Соціологія довкілля виникла як підгалузь соціології наприкінці 1970-х років у відповідь на появу природозахисного руху в 1960-х роках. Вона є відносно новою сферою досліджень, зосередженою на розширенні попередньої соціології шляхом включення фізичного контексту, пов'язаного з соціальними факторами.
Соціологи навколишнього середовища вивчають різні аспекти взаємодії людини з природним середовищем, включаючи демографію, організації та інституції, науку та технології, здоров'я та хвороби, споживання та практику сталого розвитку, культуру та ідентичність, соціальну нерівність та екологічна справедливість.
Після підйому екологічного руху в 1960-х роках, праці Вільяма Р. Кеттона та Райлі Данлепа, серед інших, кинули виклик обмеженому антропоцентризму класичної соціології. Наприкінці 1970-х років вони закликали до нової цілісної або системної перспективи. З 1970-х років загальна соціологія помітно трансформувалася, включивши в соціальні пояснення сили навколишнього середовища.